# MKグループ
MKグループ（エムケイグループ）は、タクシー会社のエムケイ（京都エムケイタクシー）を中核とする企業グループである。

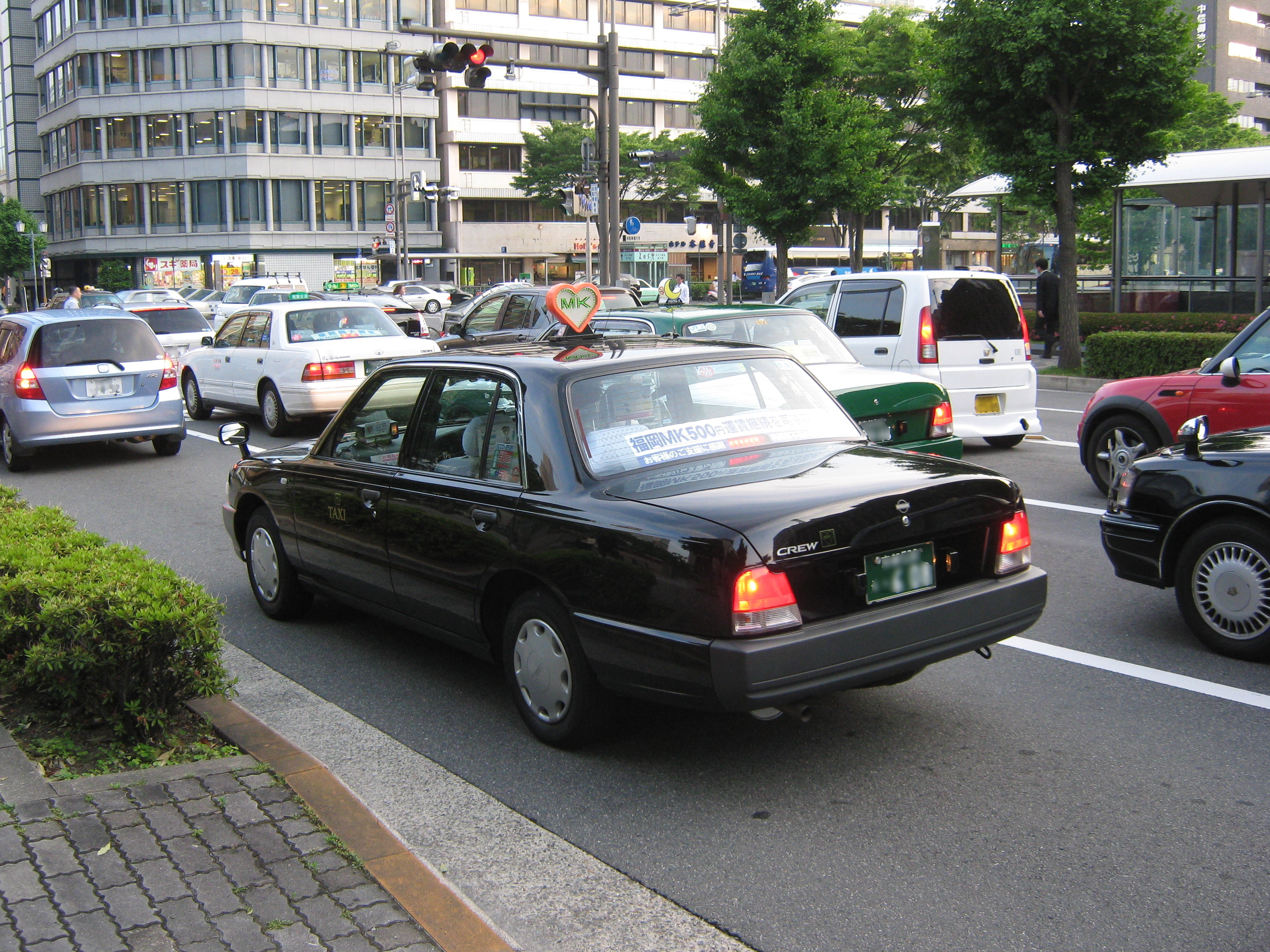
エムケイタクシー

## 概要
京都に本拠を置き、タクシー・ハイヤーのほか貸切・送迎バス、ガソリンスタンド・自動車整備業、アミューズメント事業などを運営する。「エムケイ」の名は前身となる「ミナミタクシー」と「桂タクシー」の頭文字をとったもの（1977年両社を合併、社名をエムケイ株式会社とした）。1997年の東京・大阪進出以降、タクシーについては福岡の「第一交通産業グループ」同様に全国規模の展開を行う。
体制としては京都MKグループ（京都・滋賀・札幌・名古屋）、MK西日本グループ（大阪・神戸・福岡・関空・沖縄）、東京MKの構成になっている。このうち京都MKグループについては2022年6月、エムケイホールディングス株式会社を持株会社とする体制に移行した。
創業者は青木定雄（本名：兪奉植〈ユ・ボンシク〉）。1957年、倒産した勤務先を引き継いでガソリンスタンド（現：エムケイ石油）を経営したのが始まりで、中核となるタクシー事業は1960年「ミナミタクシー」設立から。その後ボウリング場（1971年）、特定バス（1976年）、観光バス（2002年）等に進出。創業当初から独創的経営を実施。ただし、本拠の京都や進出した全国各地でエムケイの経営手法には賛否両論を呼んでいる（エムケイ#諸問題を参照）。

### 沿革
- 1957年 - 永井石油（現：エムケイ石油）設立。
- 1960年 - ミナミタクシー設立、タクシー事業開始。
- 1971年 - MKボウル（山科）開業、ボウリング場経営へ参入。
- 1973年 - 上賀茂ボウルを買収（現：MKボウル上賀茂）。
- 1976年 - 特定バス事業（養護学校送迎）開始。
- 1977年 - ミナミタクシーと桂タクシーを合併、エムケイ株式会社へ社名変更。
- 1997年 - 大阪エムケイ、ハイヤー事業免許取得。京都府外へ初進出。
- 2002年 - エムケイ観光バス営業開始。京都市内での循環路線バス事業計画を表明。
- 2005年 - 京都市バス代替運行モデル実証実験に参加。循環路線バス事業計画は取り下げ。
- 2006年 - アミューズメント事業の子会社・エムケイ産業をエムケイ株式会社に吸収合併。
- 2010年 - ポイントカード「TACPO」導入。
- 2013年 - MKボウル山科閉店[3]。
- 2017年 - ベストバリューエネルギー株式会社を設立、株式会社アルフレックスよりガソリンスタンド事業を承継。
- 2022年 - 京都・滋賀・札幌・名古屋のグループ各社について、エムケイホールディングス株式会社を持株会社とする体制に移行。

## エムケイグループ各社とその事業

### タクシー・ハイヤー事業
本拠の京都のほか、東京・大阪・神戸・滋賀・名古屋・福岡・札幌・沖縄にて営業する。

### バス事業

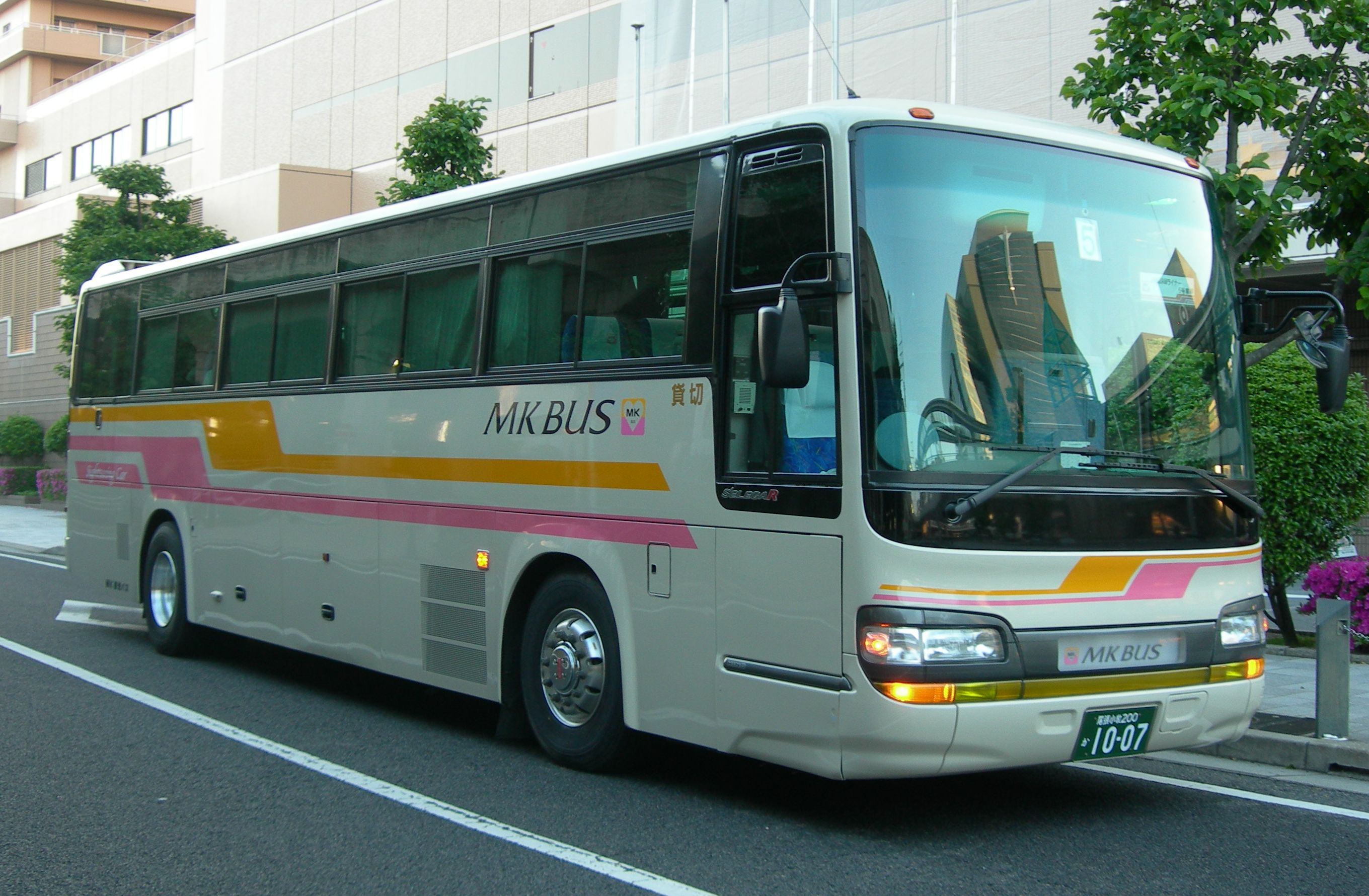
エムケイ観光バスの車両

貸切バス、送迎バスのほか、京都市営バス横大路営業所の運行を一部受託する。また、京都まちづくり交通研究所が運営する京都・観光よるバスの運行を担当している（運休中）。
1976年にエムケイ内の事業として養護学校の送迎バスを運行開始。1999年にエムケイ観光バスを設立。貸切バス事業は2002年から営業。
2002年の乗合バス事業規制緩和に伴って京都市内で循環路線バス事業を計画したが、京都市交通局は勿論、他の交通事業者や京都商工会議所等からも難色を示され、結局、京都市長の諮問機関『京都のバス事業を考える会』の最終答申に基づき、京都市交通局の既存路線の一部の運行を小型バス・ジャンボタクシーで行う「代替モデル実証実験」へ参加することで決着し、循環路線バス事業計画は取り下げた。
2013年4月16日から「MKハートシャトル」の名称で高速路線バスを運行したが、わずか半年（2013年10月4日）で廃止している。
- エムケイ観光バス（京都市南区）資本金6,000万円
  - 京都営業所（エムケイ観光バス本社と同所）
  - 大阪営業所（大東市）
  - 大阪北営業所（高槻市）
  - 大阪南営業所（南河内郡河南町） - 大阪芸術大学のスクールバスを受託（金剛自動車より移管）と4市町村コミバス（金剛ふれあいバス）の一部路線を受託
  - 神戸営業所（神戸市中央区）
  - 豊田営業所（豊田市）
  - 東京営業所（東京都港区）

### ガソリンスタンド・自動車整備
- ガソリンスタンド（フルサービス・セルフ）
  - エムケイ石油株式会社 - 出光ブランドと独自ブランド「best value station」。
  - ベストバリューエネルギー株式会社 - 独自ブランド「ベストバリューエネルギー」。MKグループ子会社として2017年4月設立[7]、破綻したアルフレックス（ブランドは「ベストプライス」）より事業を譲受したもの。
- 自動車整備
  - 一般整備・鈑金塗装・車検、保険代理業、新車・中古車販売、レンタカーなど。
  - エムケイタクシーの事故車両などの修理も行う。

### ボウリング場・アミューズメント
ボウリング場「MKボウル」、アミューズメント施設「パルケ」を運営する。
1971年7月30日、山科にボウリング場を開業し娯楽産業に進出。1977年に関連会社として「エムケイ産業」が設立され運営していたが、2006年8月21日付けでエムケイに吸収合併された。
- 営業中
  - ボウリング場「MKボウル上賀茂」・複合アミューズメント「パルケ上賀茂」（京都市北区上賀茂西河原町1-1）
- 閉店
  - MKボウル山科（京都市山科区西野楳本町113）- 2013年閉店。建物は同年「山科グランドボウル」として再開業したが2021年に閉店[2]。
  - パルケ西院→シエル.ネット西院（京都市右京区西院久保田町6-5） - アミューズメント→ネットカフェ、アミューズメント。2019年12月31日閉店[8]。
  - パルケ四条→シエル四条烏丸（京都市下京区四条通新町東入ル月鉾町50） - アミューズメント→カラオケ。2018年1月6日閉店[9]。
  - パルケ山科（山科グランドボウル内）
  - パルケ伏見（京都市伏見区深草西浦町8-46）
  - パルケ羽束師（京都市伏見区）
  - パルケ八条口（京都市南区東九条殿田町47-1）

### その他の事業
- ホテル事業 -「那覇エアポートホテル」（沖縄）
- レンタカー事業
  - 「MKレンタカー」（沖縄那覇空港、神戸空港、関西国際空港）
  - 「MKハートレンタカー」（京都、伊丹）
- 運転手派遣（車両運行管理請負）
- 観光業「MK観光」 - 運営はエムケイ。
- 警備業「MK警備」・人材派遣業 - 運営はエムケイ。
- 株式会社エムケイファイナンス - 消費者金融業。詳細不明。

### 過去の事業
- バイキングレストラン
  - 上賀茂 - MKボウル上賀茂に併設。1976年5月1日開店[10]、2025年3月26日閉店[11]。
  - 山科 - MKボウル山科に併設。1976年4月30日開店、2016年8月閉店[10]。

## 出来事

### その他
- 2006年2月16日に大阪ドームの施設と営業権を対象として行われた競争入札で、エムケイグループ内の大阪エムケイが唯一応札した。応札額は最低入札価格の100億円であった。この件で青木は大阪市民と京都市民から幅広く出資を募り、球場施設の運営を行う新会社を設立するという計画であったが、同年2月22日に大阪ドームの管財人は、大阪エムケイの応札内容は不確実性が高いとの判断から不適格とし、応札は無効となった（→プロ野球再編問題_(2004年)#大阪市の新球団構想も参照）。
- 2008年12月8日、東京エムケイ株式会社の保有地を含む本社ビル売却に伴い、同社の本社は東京都中央区勝どきから東京都品川区大崎に、勝どき営業所は江東区新木場へと移転した。
- 2008年12月11日、不況で雇用悪化の中、失業者の受け皿として1年間で1万人の雇用計画を発表[12][13]。